# Jaw Jaw
Jaw Jaw, también conocido como Yaw Yaw, es un pueblo en el centro turístico Boven Surinam del Distrito de Sipaliwini en Surinam. El pueblo está situado en el río Surinam.
Jaw Jaw es un pueblo de transmigración construido para los habitantes de Lombé el cual fue inundado por el embalse de Brokopondo después de la construcción de la presa Afobaka. El pueblo fue construido en 1964 en un sitio que anteriormente había sido utilizado para la producción de coco. Algunos de los habitantes originales de Lombé fundaron Nieuw Lombé cerca de Berg en Dal. Originalmente, el pueblo albergaba a 700 personas, pero en 1976, la población se estimó en algunos cientos, porque muchos habitantes se habían ido a la ciudad.
El pueblo tiene una escuela, una clínica y una iglesia católica. Hay un complejo de ecoturismo en Isadou, una isla en el río Surinam frente al pueblo.